# Chuniophoenix hainanensis
Chuniophoenix hainanensis es una especie de palmera originaria de China.

## Descripción
Tiene los tallos agrupado, alcanzando un tamaño de 5 m de altura, 10 cm de diámetro, desnudo con vainas de las hojas caducas. Hoja abierta, hinchada, en las plantas más viejas con hendidura triangular adicional en la base del pecíolo; pecíolos de 90 cm, blanco-tomentosas cerosa inicialmente; hojas divididas en 36-45 foliolos, estos a 50 × 1.8-2.5 cm. Inflorescencias de 2 m de longitud, arqueándose debajo de las hojas; raquilas de 10-20 cm, flores mayormente solitariad; pétalos de color púrpura. Fruta roja, naranja o morado, obovoide  en forma de pera, de 2,5 x 2,2 cm, que nacen en tallos cortos.

## Distribución y hábitat
Se encuentra en las selvas de las tierras bajas en Hainan.

## Taxonomía
Chuniophoenix hainanensis fue descrita por  Max Burret y publicado en Notizblatt des Botanischen Gartens und Museums zu Berlin-Dahlem 13(120): 583–584. 1937.
Etimología
Chuniophoenix: nombre genérico compuesto por W.Y.Chun quien fue director del Instituto Botánico del Colegio de Agricultura, de la Universidad Sun Yat-sen, Cantón, China, por la combinación de su nombre con phoenix un género de palmeras.
hainanensis: epíteto geográfico que se refiere a su localización eh Hainan.